# Live on the Edge of Forever
Live on the Edge of Forever è il primo album dal vivo del gruppo musicale statunitense Symphony X, pubblicato nel 2001 dalla Inside Out Music.

## Tracce
CD 1
1. Prelude – 1:40
2. Evolution (The Grand Design) – 5:18
3. Fallen / Transcendence – 6:30
4. Communion and the Oracle – 7:39
5. The Bird-Serpent War/Cataclysm – 3:39
6. On the Breath of Poseidon – 5:09
7. Egypt – 7:05
8. Death of Balance/Candlelight Fantasia – 5:52
9. The Eyes of Medusa – 4:32

CD 2
1. Smoke and Mirrors – 6:36
2. Church of the Machine – 7:21
3. Through the Looking Glass – 14:09
4. Of Sins and Shadows – 7:22
5. Sea of Lies – 4:05
6. The Divine Wings of Tragedy – 19:54

## Formazione
- Russell Allen – voce
- Michael Romeo – chitarra
- Michael LePond – basso
- Michael Pinnella – tastiera
- Jason Rullo – batteria